# Diablerets
Diablerets je horský masiv ve Švýcarsku, který je součástí Bernských Alp. Nachází se na území kantonů Valais, Vaud a Bern. Nejvyšším vrcholem je Sommet des Diablerets (3210 m, nejvyšší hora Vaudu), následují Oldehore (3123 m) a Tête Ronde (3037 m).
Název znamená ve francouzštině „ďáblův příbytek“.
Masiv je tvořen vápencem, nachází se zde jedno z nejvýše položených krasových polí v Evropě Lapis de Tsanfleuron. Vrcholové partie jsou pokryty ledovci Glacier de Tsanfleuron a Glacier de Diablerets. Na úpatí se nachází jezero Lac de Derborence, které vzniklo v roce 1749, když skalní sesuv přehradil řeku Derbonne.
Vesnice Les Diablerets je střediskem zimních sportů. V zájmu rozvoje turistického ruchu byla vybudována lanovka firmy Glacier 3000, jejíž horní stanice má nadmořskou výšku 2971 m, a zavěšený most Peak Walk, dlouhý 107 metrů a spojující dva horské štíty.